# Arturo Borja

Escudo de armas del Ducado de Gandía de los Borja o Borgia.

Arturo Borja Pérez, (Quito, 1892 -Quito, 1912) fue un poeta ecuatoriano, perteneciente al movimiento llamado la Generación decapitada y el primero del grupo en despuntar como modernista. Es muy escasa su obra artística, la misma que fue publicada póstumamente: 28 poemas conforman el libro titulado La flauta de ónix, y seis poemas más. Se suicidó con 20 años.

## Biografía

### Orígenes
Arturo, siendo de apellido Borja, fue descendiente de Juan de Borja y Enríquez de Luna, III duque de Gandía, y Juana de Aragón y Guerrea; el primero, nieto del papa Alejandro VI (Rodrigo de Borja); la segunda, nieta del rey Fernando II de Aragón, descendiente de los reyes de Navarra y la corona de Aragón.
Nació en Quito en 1892. Su progenitor, el doctor Luis Felipe Borja Pérez (padre), le condujo consigo a París en 1907 para tratar una enfermedad en su ojo cuando Arturo apenas entraba en la adolescencia. Ahí descubriría Francia por primera vez, así como el opio que sería parte del tratamiento. También aprendería sobre su literatura en autores como Mallarmé, Baudelaire, Verlaine y Rimbaud, Regresaría a Ecuador empapado de ideas francesas que cambiarían la literatura renovándola por lo que lideraría a la juventud de Quito formando un grupo con Humberto Fierro, Ernesto Noboa y Caamaño y Francisco Guarderas. En 1910 tradujo Les chants de Maldoror del Conde de Lautréamont, que publicó en la revista Letras, que publicaría junto a Isaac J. Barrera. Además, tuvieron que hacer servicio militar, algo que les molestaría en sobremanera por lo que Borja aprovecharía los momentos que estaría libre de la instrucción en los "cuarteles" para poder escribir su poema titulado "Epístola a don Ernesto de Noboa y Caamaño", donde se quejaba y mostraba rechazo por la vida tan militar de Quito. Desertarían pronto del servicio militar y buscarían refugio en sus haciendas en el campo donde charlaban sobre literatura y sus últimas lecturas.

### Revista Letras
En esta misma revista publicarían quien sería un importante crítico literario Isaac J. Barrera, y también el poeta guayaquileño Ernesto Noboa Caamaño quien formaría parte posteriormente de la generación decapitada de poetas modernistas. Además publicarían la novela "Para matar el gusano" del autor José Rafael Bustamante. Aquí contrastaría el espíritu moderno basado en una sociedad de clase media urbana muy influenciada por París, con la antigua sociedad campestre y tradicional que todavía estaba muy vigente en Ecuador durante esos años. Arturo Borja lideraría este grupo por el corto tiempo de su vida y propondría en esta revista la ideología modernista basada en una estética influenciada por la literatura francesa, así como por los autores modernistas como Rubén Darío, junto a una posición política liberal. Se debe tomar en cuenta que pocos años antes, en 1895 había estallado la revolución liberal de Ecuador que tendría como principal consecuencia la separación de la iglesia y el Estado, así como el inicio de la modernización de la sociedad ecuatoriana. Su interés literario se enfocaba en la innovación del lenguaje español, enmarcado como una lengua latina, que podía traer ideas de otras lenguas hermanas, principalmente el francés. Esta postura, contraria a posiciones de escritores anteriores como Juan Montalvo quien buscaba un casticismo literario, o Juan León Mera quien a su vez proponía un americanismo y viviría lo suficiente para ver el afrancesamiento del castellano y criticarlo. Sin embargo, Borja dentro de sus escritos también tendría como referentes a autores españoles como Gregorio Martínez Sierra o Menéndez y Pelayo. Dentro de los autores franceses escribiría sobre Anatole France, a quien destacaría como «discípulo de Voltaire». Además, en el círculo literario buscaría empezar la circulación de libros franceses, en su versión original, antes que copias puesto que en su opinión así lo merecía la raza latina.

### Muerte
Cuando tenía veinte años, contrajo matrimonio, el 15 de octubre de 1912, con Carmen Rosa Sánchez Destruge, a quien dedicará los poemas “Por el camino de las quimeras” y “En el blanco cementerio”. Esto duraría poco, puesto que se suicidaría, el 13 de noviembre de 1912, un mes después de haberse casado y contando apenas con 20 años de edad, por una sobredosis de morfina. Esto causó un escándalo dentro de la sociedad ecuatoriana de su tiempo. Se pondría en duda la moralidad o bondad de sus ideas debido a la catastrófica influencia que tuvo en su vida. Además esto marcaría a la generación de otros escritores modernistas. Dentro de los que se encontraban en la generación decapitada, también tendrán una muerte temprana años más tarde, como sería Medardo Ángel Silva quien se suicidaría a los 21 años. Por su parte Ernesto Noboa y Caamaño, y Humberto Fierro, vivirían más, pero su influencia literaria se vería truncada y su vida también a los 38 y 39 años respectivamente. Por su parte Isaac J. Barrera quien dirigía la revista Letras, continuó con su edición y buscó nuevos temas de publicación. Posteriormente desarrollaría su carrera como historiador y crítico literario siendo uno de los autores más destacados de dicha generación. Gonzalo Zaldumbide, contemporáneo y amigo de Barrera, quien estaba más bien vinculado con la revista América, continuaría su carrera como crítico literario, enfocándose en rescatar a autores de la época colonial de Ecuador. Su novela Égloga trágica, que empezaría a publicar en 1910, quedaría en suspenso hasta que la retomaría al final de su vida para ser publicada en 1956.
Su muerte sería tema de debate entre los críticos posteriores desarrollándose dos posiciones a su alrededor. La primera sostiene que se suicidaría como respuesta al fracaso literario que tendría, sería una consecuencia de la poca trascendencia que tendrían sus afanes de renovación de la sociedad tradicional ecuatoriana. Otra posición por su parte sostiene que sería fruto de su melancolía lo que le llevaría a tomar su vida con una sobredosis.

## Obras

### La flauta de ónix

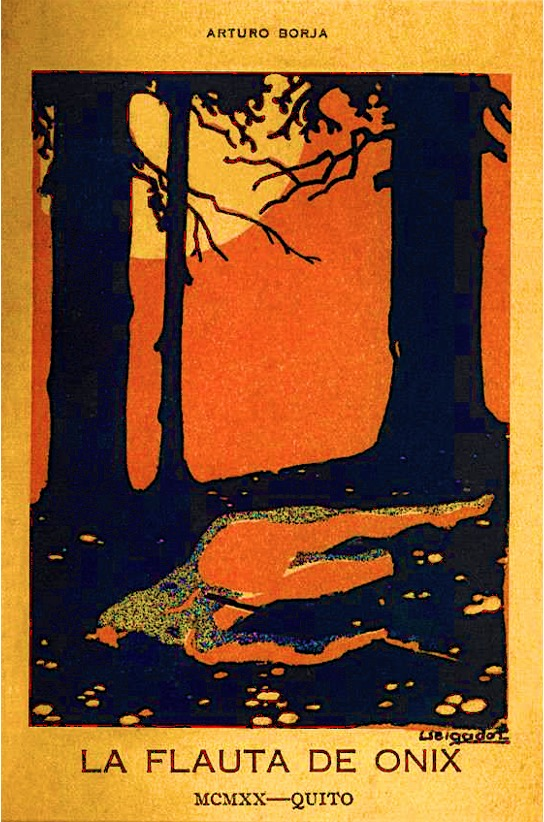
La Flauta de Onix por Arturo Borja, publicado de manera póstuma

Tras su muerte se buscaría publicar sus obras de manera póstuma. Por eso sería en agosto del año 1920 que tres artistas, quienes fueran a su vez amigos Nicolás Delgado, Antonio Bellolio Pilart y Carlos Andrade Moscoso, publicaron su obra que en su corta vida también se vio malograda. Serían -28 poemas solamente- bajo el título de La flauta de ónix, en la imprenta de la Universidad Central del Ecuador, en 60 páginas ilustradas con dibujos de ellos mismos. Su poema Para mí tu recuerdo fue musicalizado, por el compositor Miguel Ángel Casares Viteri y llegaría a ser interpretado por notorios vocalistas como Carlota Jaramillo y Bolívar “El Pollo” Ortiz.

### El modernismo
Su obra poética, según fue planteada en la revista que publicaron buscaba responder a la necesidad de terminar con la decadencia de la literatura que en el romanticismo ya había llegado a su fin, con autores importantes como Numa Pompilio Llona, Juan Montalvo, Juan León Mera o Julio Zaldumbide. Para ese entonces en la poesía se desarrollaba un pos romanticismo en la ciudad de Cuenca, de la pluma de Remigio Crespo Toral aunque con una temática todavía religiosa. Sus publicaciones buscaron hermanar las dos literaturas que, en su época influían más en la formación de los nuevos escritores: la española y la francesa; la tradicional y la moderna.
Esto le permitía a Borja tomar una posición cosmopolita, como muchos autores románticos, que tenía inspiración liberal. Fue contemporáneo a autores más hispanistas como Crespo Toral, pero por su actitud abierta ante influencias extranjeras abandonaba la búsqueda de la originalidad cultural. Su proyecto buscaba asumir una identidad francesa tanto en lo político como en lo literario, ya que a su juicio, la innovación y la modernidad, venían de Francia, era esta cultura, también latina, la que estaba destinada a renovar las letras hispánicas que se encontraban en decadencia por su tradicionalismo persistente. Borja asocia el espíritu revolucionario de los hechos políticos, se debe recordar que además de la revolución liberal de Ecuador, se llevaron a cabo las independencias de Cuba y Filipinas, con autores importantes como Martí y Rizal respectivamente. Por lo que a la revolución política debe acompañarle y posteriormente sucederle la revolución lingüística.

## Homenajes y reconocimientos

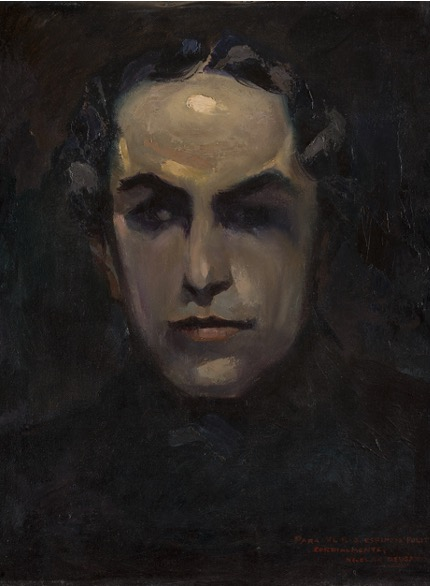
Pintura de su amigo Nicolás Delgado

Borja es considerado como el iniciador del modernismo en su país, y en consecuencia como uno de los autores con los que se da comienzo a la literatura del siglo XX. El tiempo que tardó en llegar el modernismo a dicho país, junto a la brevedad de la vida de sus poetas hace que sea un género literario de corta vida pero que no por esto, su influencia haya sido poca. Sobre los otros autores a quienes conoció, ante su muerte expresaron su aprecio por su vida. Isaac J. Barrera lo consideró como un intelectual que dedicaría su vida a la formación de un modo específico de pensar y sentir, en sus palabras "somete la existencia al ritmo interior", es decir era modernista integralmente quien renunciaría al mundo para buscar el espacio literario donde habitar, es decir "supo decirse a todas horas el poema que se dice entre sollozos" y que además ofrecía "poemas inacabados para que se prolongara la sensación de tristeza". Esto describe tanto su vida literaria como su melancolía. Al mismo tiempo desarrolla un lenguaje moderno al punto de artificial que al mismo tiempo era insuficiente para expresar el dolor y la herida interna. Otro poeta de la misma generación, Humberto Fierro lo describiría como una lírica de pasión. Le dedicaría un poema titulado "Ofrenda de rosas". Por su parte Ernesto Noboa y Caamaño en su honor le dedicaría el poema "A Arturo Borja" para que después de su muerte, su memoria viva. Además de los homenajes literarios también se guarda su memoria con una calle en la ciudad de Ambato y el nombre de un colegio en Quito.
Su liderazgo en su generación destacó en la publicación de la revista Letras, según recordó J. A Falconí-Villagómez, en un escrito en 1918, poco tiempo después de su muerte:

Fue solamente en Letras, donde destacó su personalidad de cuerpo entero ... Allí también, tuvimos ocasión de verlo en la sección bibliográfica, una de las más difíciles, haciendo la reseña de libros y revistas, juzgando a unos y a otros con criterio imparcial y espíritu franco, cuando reconocía, por ejemplo, que en Guayaquil: la capital comercial del Ecuador «es donde más literatura se hace»; y anotaba los méritos de Wenceslao Pareja, que para entonces había publicado ya «Voces Lejanas», de Miguel Neira, de Avilés Minuche, etc., quienes redactaban la página literaria de El Guante, imprimiéndole un sello de modernidad, que, paralela a la labor de Letras, trajo al fin la renovación en la literatura nacional. Todo aquello era reconocido de modo generoso por el crítico, en quien hablaba el poeta antes que nada, en nombre de la fraternidad que debe unir la gran familia lírica, y al revés de otros que intentan opacar el valor de publicaciones literarias, cuando sostienen empresas parecidas, con el exclusivo y egoísta objeto de atraer todas las miradas, gritando a voz en cuello si precisa hacerlo, y queriendo enrarecer el aire, de este modo, como si no fuera bastante para oxigenar a todos.
J. A Falconí